# Cefonicid
Cefonicidul este un antibiotic din clasa cefalosporinelor de generația a doua, fiind utilizat în tratamentul unor infecții bacteriene. Calea de administrare este injectabilă.

## Sinteză

Sinteza cefonicidului: